# Привокзальная площадь (Ярославль)
Привокза́льная пло́щадь (бывшая Вспольинская площадь, официальное название — площадь Ярославль-Главный) — площадь в центральной части города Ярославля возле железнодорожного вокзала Ярославль-Главный.

## История
Площадь образовалась в 1898 году после строительства на Всполье железнодорожной станции. Станция получила название Всполье, а площадь рядом с ней — Вспольинская. К станции была проложена трамвайная линия, соединившая её через Большую Рождественскую улицу с Богоявленской площадью. Таким образом, Вспольинская площадь быстро стала важным транспортным узлом Ярославля.
После постройки в 1913 году железнодорожного моста через Волгу станция Всполье стала главным вокзалом Ярославля.

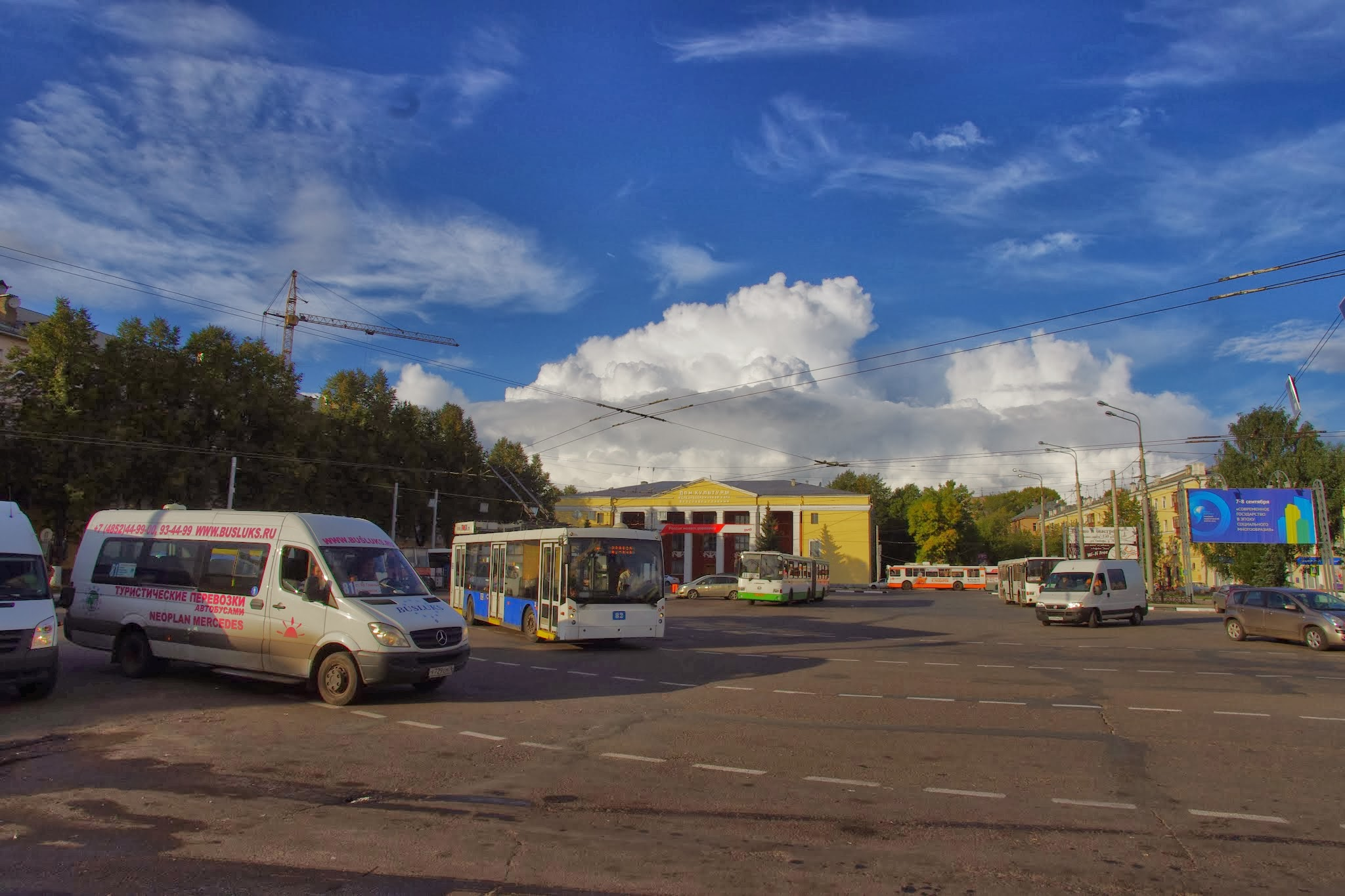
ДК Железнодорожников

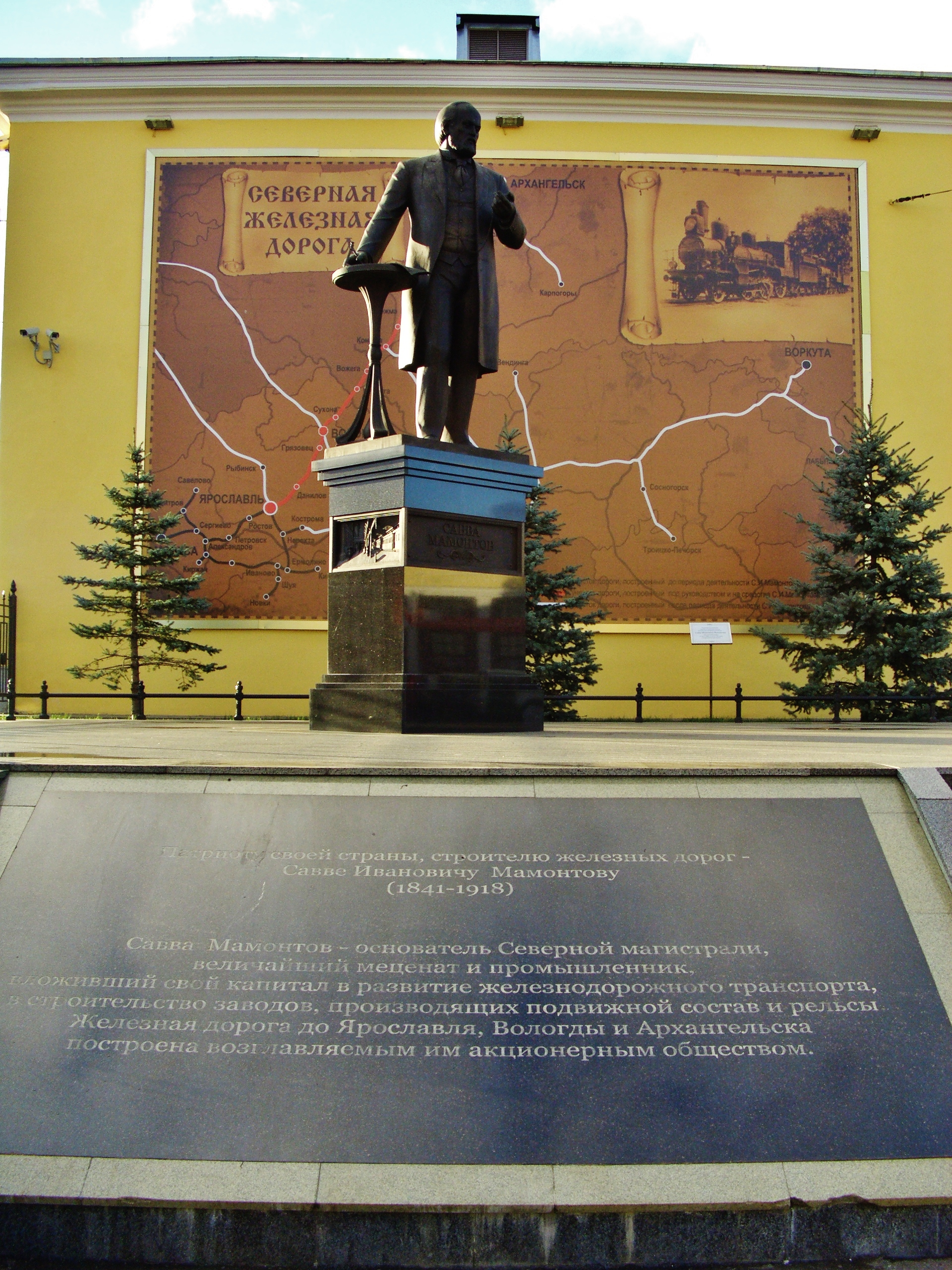
Памятник Савве Мамонтову

Современная планировка площади начала формироваться в 1920-х годах при реконструкции соседних кварталов. В 1952 году было построено новое здание железнодорожного вокзала. В 1958 году станция была переименована в Ярославль-Главный, а площадь около неё — в площадь Ярославль—Главный. Обиходное название площади — Привокзальная площадь.

## Здания и сооружения
- Здание вокзала Ярославль-Главный
- Здание билетных касс

На других улицах:
- Улица Павлика Морозова, 1 — Федеральный центр гигиены и эпидемиологии по железнодорожному транспорту, филиал ФГУЗ
- Улица Павлика Морозова, 3 — Дом культуры и техники железнодорожников узла Ярославль-Главный

## Памятники
В 2008 году у вокзала установлен памятник Савве Мамонтову, имя которого тесно связано с историей Северной железной дороги.

## Транспорт
Привокзальная площадь имеет важное транспортное значение, на ней имеется конечная остановка нескольких троллейбусных и автобусных маршрутов:
- Автобус: 4, 8, 9, 11, 17, 30, 41, 49, 55, 59, 64, 72, 93г
- Троллейбус: 1, 3, 5

а также автостанция пригородных автобусов, следующих на Угличское и Тутаевское направление.